# ماريا جواو (مغنية)
ماريا جواو (بالبرتغالية: Maria João Monteiro Grancha‏) هي ملحنة ومغنية برتغالية، ولدت في 27 يونيو 1956 في لشبونة في البرتغال.

## وصلات خارجية
- الموقع الرسمي
- ماريا جواو على موقع ميوزك برينز (الإنجليزية)
- ماريا جواو على موقع أول ميوزيك (الإنجليزية)
- ماريا جواو على موقع ديسكوغز (الإنجليزية)
- ماريا جواو على موقع قاعدة بيانات الفيلم (الإنجليزية)